# Kleemanite
La kleemanite è un minerale.